# الهيئة العامة للكتاب
الهيئة العامة للكتاب والنشر والتوزيع هيئة حكومية مركزية يمنية، صدر قرار بإنشاها عام 1995، وهي مسؤوله عن إدارة المكتبات الوطنية والعامة والاشراف على قطاع الكتاب والنشر والترجمة في اليمن.

## نبذة عن الهيئة
الهيئة العامة للكتاب هي هيئة حكومية ووكالة نشر وتوزيع معنية بادارة المكتبات الوطنية والعامة والاشراف على قطاع الكتاب والنشر والترجمة وتنظيم المعارض المحلية والدولية للكتاب وتمثيل اليمن في معارض ومحافل الكتاب والنشر الدولية.

## النشأة والتأسيس
صدر قرار من رئيس الجمهورية اليمنية رقم 90 لسنة 1995 بإنشاء الهيئة العامة للكتاب والنشر والتوزيع، وتتبع وزارة الثقافة. يتم تعيين رؤوساء الهيئة بقرار من رئيس الجمهورية.

## أهداف واختصاصات الهيئة
- المشاركة في تنفيذ السياسة الثقافية للدولة في مجالات الكتاب والتوثيق والتأليف والترجمة والطباعة والنشر والتوزيع والمكتبات.
- المشاركة في تنمية الثقافة الوطنية ونشر التراث الفكري الإنساني وتيسير الاطلاع عليه والإفادة  منه.
- جمع الوثائق التي تعد مادة للتاريخ اليمني في جميع العصور وحفظها  وتهيئتها لتيسير الانتفاع بها
- تشجيع حركة التأليف وترجمة الكتب العلمية والثقافية في مختلف المجالات وطباعتها ونشرها
- شراء أو استيراد مستلزمات الطباعة من المواد والمعدات من الداخل أو الخارج.
- إصدار شهادات وأرقام ايداع للكتب والمطبوعات في إطار اختصاصاته وفقا للقوانين النافذة.
- استيراد الكتب والصحف والمجلات وتوزيعها.
- تنظيم معارض الكتب الوطنية والدولية والمشاركة فيها.

## فروع وأقسام الهيئة
- بيت الثقافة صنعاء.[2]
- دار الكتب صنعاء.
- المكتبة الوطنية عدن.
- مكتبة مسواط للطفل عدن.
- المكتبة السلطانية في ساحل حضرموت.
- مكتبة علي أحمد باكثير في وادي حضرموت.
- مكتبة القمندان في لحج.
- مكتبة البردوني في ذمار.
- معرض صنعاء الدولي للكتاب.

## رؤساء الهيئة
1. خالد الرويشان (1996 - 2003)
2. فارس السقاف (2004 - 2011)[3]
3. عبد الباري طاهر (2012 - 2018)[4]
4. يحيى الثلايا (2019 -)[5]